# Сиријци
Сиријци су термин који се користи да означи општу популацију Сирије. Укупна популација — око 50 милиона људи. 
Већина Сиријаца (око 90%) су муслимани. Такође живе и на територији Кувајта и Немачке, Северне и Јужне Америке, Африке и Аустралије. Говоре претежно посебним дијалектом арапског језика. Интензивна арабизација је наступила након уласка Сирије у састав Арапског калифата у 7. веку. До тада се у Сирији говорило сиријским језиком, настао из арамејског језика. Данас се он може срести у области Каламун, западно од Дамаска. 
Највећи део сиријске популације од око 90% су муслимани, од чега су око 80% су сунити, а остатак - шити, преосталих 10% становништва Сирије су хришћани. Међу хришћанима су присутни маронити, оријентално-православни, јакобити, гркокатолици, несторијанци и протестанти.

## Племенска подела
Сиријци су још увек очували племенске поделе. Највећи племена су Руал, Шамар, Акеидат, Валад Али Бани Калед мавдли, хадедин, Фадл, итд. На истоку Сирије углавном живе бедуини, овај регион се зове "земља бедуина", где и данас важи бедуинско обичајно право.

## Историја
Све до 1918. године Сирија је била под отоманским ропством., а затим постала француска колонија. Као резултат тих догађаја у Сирији, дошло је до бројних побуна и формирања ослободилачких покрета, што је све прерасла у народни устана 1925—1927. године.
1943. године Сирија је добила самосталност и постала независна. Током овог периода становништво земље је развило националну свест.

## Економија
Једна од главних активности Сиријаца је пољопривреда, они су ангажовани у индустрији, трговини, пољопривреди и занатству. Развој традиционалних заната: ткање, столарија, ковачки и израда накита. Производња разних индустријских култура, житарице, махунарке, поврће, лубенице. Велики број сиријаца ангажован је у сточарству, углавном су то номади на југу земље.